# Solanum sect. Dulcamara
Solanum sect. Dulcamara es una sección del género Solanum. Incluye las siguientes especiesː

## Especies
- Solanum corymbosum Jacq.
- Solanum dulcamara L.
- Solanum dulcamaroides Poir.
- Solanum laxum Spreng.
- Solanum lyratum Thunb.
- Solanum parishii A. Heller
- Solanum seaforthianum Andrews
- Solanum triquetrum Cav.
- Solanum umbelliferum Eschsch.
- Solanum wallacei (A. Gray) Parish
- Solanum xanti A. Gray